# Środek Białorusi
Geograficzny środek Białorusi – punkt na powierzchni Ziemi o współrzędnych (53°31′50,76″ szerokości północnej; 28°2′38.00″ długości wschodniej). Symbol narodowy przywiązania państwa białoruskiego do planety Ziemia.
Punkt znajduje się 70 km na południowy wschód do Mińska, koło wsi Antonowo w nowosiółeckim sielsowiecie, w rejonie puchowickim obwodu mińskiego.

## Wyznaczenie
Prace poszukiwawcze przeprowadzono w 1996 roku podczas 82 ekspedycji stowarzyszenia „Biełhieadezija”, razem z firmą „Aerahieakart” w ramach specjalnego programu z wykorzystaniem map w skali 1:200 000 i sztucznych satelitów Ziemi.
Na powierzchni ziemi zamocowany jest podwójnym monolitem geodezyjnym i sformalizowany zgodnie z wymaganiami dla punktów państwowej osnowy geodezyjnej, oznaczony piramidą, pod którą umieszczona jest płyta z napisem „Geograficzny środek Białorusi” („Геаграфічны цэнтар Беларусі”). Współrzędne geograficznego środka Białorusi i trzech jego satelitów naniesiono do Państwowego Katalogu Geodezyjnego jako punkty państwowej siatki geodezyjnej.

## Wykorzystanie praktyczne
Punkt może mieć wykorzystanie praktyczne do określenia własnej daty astronomiczno-geodezyjnej Białorusi z własną orientacją na geoidzie i elipsoidzie referencyjnej, powiązanego z powierzchnią Białorusi. W efekcie zmniejszyłoby się skażenie długości i pól przy projektowaniu ich na powierzchni i tworzeniu map przeznaczenia inżynieryjnego.

## Jak dotrzeć z Mińska
Wioska Antonowo znajduje się 1,5 km od stacji Biendzież (kierunek na Homel, nie dojeżdżając 2 stacji do stacji Puchawicze).